# Allocosa glochidea
Allocosa glochidea là một loài nhện trong họ wolfspinnen (Lycosidae).
Loài này thuộc chi Allocosa. Allocosa glochidea được Carl Friedrich Roewer miêu tả năm 1959.